# TVP3 Olsztyn
TVP3 Olsztyn (Telewizja Polska SA Oddział w Olsztynie, do 2005 roku Warmińsko-Mazurski Ośrodek Regionalny TVP SA w Olsztynie, dawniej TVP Olsztyn) – oddział terenowy Telewizji Polskiej obejmujący zasięgiem województwo warmińsko-mazurskie z siedzibą główną w Olsztynie oraz redakcjami terenowymi w Elblągu i Ełku. Sztandarowym programem TVP3 Olsztyn jest serwis informacyjny Głos Regionu.
Kanał TVP3 Olsztyn nadawany jest w ramach niekodowanego (bezpłatnego w odbiorze) trzeciego multipleksu naziemnej telewizji cyfrowej (MUX 3). Dostępny jest również w sieciach kablowych oraz można oglądać go za darmo w Internecie za pośrednictwem takich serwisów jak TVP Stream, TVP VOD i TVP GO.

## Kalendarium
- 4 lipca 1960 – uruchomiono w Olsztynie pierwszy nadajnik telewizyjny.
- 31 grudnia 1961 – po raz pierwszy logo Telewizji Olsztyn pojawiło się na ekranach około tysiąca telewizorów. Między godziną 12.30 a 13.15 można było obejrzeć program nadawany z olsztyńskiego studia telewizyjnego (pozdrowienia noworoczne olsztyńskiego sekretarza wojewódzkiego Stanisława Tomaszewskiego ówczesnej „przewodniej siły narodu”).
- 14 lipca 1969 – oficjalnie otwarto olsztyński Radiowo-Telewizyjny Ośrodek Nadawczy (RTON). Uruchomiono też przekaźnik telewizyjny z ponad 330-metrowym masztem, który umożliwiał odbiór programów w promieniu około 70 km.
- styczeń 1972 – powołano punkt korespondencki Telewizji Polskiej z siedzibą w Radiu Olsztyn. Zespół przygotowywał relacje reporterskie dla gdańskiego programu informacyjnego Panorama.
- 27 stycznia 1972 – po raz pierwszy ukazał się Telewizyjny Kurier Olsztyński. Ten 20-minutowy program przygotowany przez olsztyńską redakcję programów telewizyjnych, miał charakter kroniki poświęconej wydarzeniom w województwie.
- 1 lipca 1973 – redakcja terenowa stała się Redakcją Programów Telewizyjnych przy Rozgłośni Polskiego Radia w Olsztynie.
- 1 stycznia 1984 – kierowanie olsztyńską redakcją przekazano Telewizji Gdańsk.
- grudzień 1990 – Wojciech Ogrodziński, Andrzej Wojnach i ówczesny korespondent, a także późniejszy dyrektor oddziału TVP w Gdańsku Bogumił Osiński, postanowili przygotować na Boże Narodzenie własny program telewizyjny. Kolędy wykonał w nim zespół Czerwony Tulipan.
- wiosna 1996 – utworzenie w Olsztynie filii gdańskiego ośrodka.
- 1997 – ówczesny prezes zarządu TVP Ryszard Miazek dzięki usilnym staraniom Bogumiła Osińskiego, pełniącego w tym czasie funkcję dyrektora Ośrodka TVP SA w Gdańsku, podjął decyzję o budowie pawilonu redakcyjnego w Olsztynie. Decyzję tę podtrzymał kolejny prezes telewizji Robert Kwiatkowski.
- 1998 – na gruncie dzierżawionym od Radia Olsztyn rozpoczęto budowę obiektu obecnego Oddziału.
- kwiecień 1999 – objęcie nowego obiektu o pow. prawie 300 m², w którym znajdują się pomieszczenia redakcyjne, techniczne i studio.
- 21 lipca 2000 o 8.00 – pierwsze wydanie Panoramy Warmii i Mazur – codziennego dziesięciominutowego serwisu informacyjnego. Emisja odbywa się w rozłączonym paśmie Programu 2 TVP pokrywającym całe województwo warmińsko-mazurskie. Data ta zbiega się z uroczystością oficjalnego otwarcia nowej siedziby Redakcji Telewizji Polskiej SA w Olsztynie.
- 28 lutego 2001 – powołanie Warmińsko-Mazurskiego Ośrodka Regionalnego TVP SA w Olsztynie, podlegającego Oddziałowi Terenowemu w Gdańsku[3].
- 23 grudnia 2001 – olsztyński ośrodek uruchamia własny nadajnik o niewielkiej mocy i rozpoczyna nadawanie za jego pośrednictwem kolejnych programów informacyjnych.
- 3 marca 2002 – olsztyński ośrodek zaczyna nadawać w ramach stacji informacyjno-regionalnej TVP3 jako TVP3 Olsztyn.
- wrzesień 2002 – ośrodek zaczął nadawać programy w dwóch sieciach kablowych Vectra i Multimedia we wszystkich największych miastach regionu.
- 7 marca 2003 – zmiana logo i oprawy graficznej tak jak w pozostałych programach Telewizji Polskiej[4].
- wrzesień 2003 – pojawił się drugi program przygotowany w olsztyńskim studiu – Panorama Parlamentarna. Był to program publicystyczny z udziałem parlamentarzystów z Warmii i Mazur, realizowany na żywo. Posłowie przybliżali aktualny stan prac nad projektami ustaw ważnych z punktu widzenia mieszkańców regionu.
- 2004 – nagroda Honorowa Stowarzyszenia Dziennikarzy RP Oddziału w Olsztynie za rok 2003 – redakcja Panoramy Warmii i Mazur.
- 1 stycznia 2005 – zgodnie z ustawą z dnia 2 kwietnia 2004 roku o zmianie ustawy o radiofonii i telewizji, utworzono oddział terenowy TVP SA w Olsztynie, uniezależniając go tym samym od oddziału gdańskiego[5].
- 3 stycznia 2005 o godz. 18.00 – wyemitowane zostało pierwsze wydanie Informacji.
- 6 października 2007 – olsztyński program zmienia nazwę na TVP Olsztyn i zaczyna nadawać w ramach pasm lokalnych TVP Info[6].
- 16 marca 2008 – olsztyński oddział TVP na żywo transmitował finałową galę XVI Olsztyńskich Dni Teatralnych, dzięki otrzymanemu na początku marca nowemu satelitarnemu wozowi transmisyjnemu.
- 28 kwietnia 2009 – TVP Olsztyn wstrzymuje na jeden dzień nadawanie Informacji po tym, jak dyrektor Robert Żłobiński zerwał umowę z firmą zewnętrzną przygotowującą programy dla TVP Olsztyn. W tym czasie o 18.00 na TVP2 było pasmo wspólne TVP Info, które transmitowało konferencję prasową, a o 21.45 w TVP Info nadano pasmo TVP Warszawa[7].
- 30 grudnia 2010 o godz. 16:00 – program lokalny TVP Olsztyn ostatni raz był retransmitowany na antenie Dwójki[8].
- sierpień 2011 – w olsztyńskim oddziale TVP został wdrożony system DaletPlus News Suite – w pełni cyfrowy system emisyjny, który znacznie przyspieszył proces produkcji. Został użyty do beztaśmowej produkcji i archiwizacji programów informacyjnych w TVP Olsztyn.
- 30 sierpnia 2011 – 1 września 2013 – program TVP Olsztyn został dodany do MUX 3, jako druga wersja regionalna TVP Info, z nadajników RTCN Gdańsk/Chwaszczyno i RTON Iława/Kisielice[9][10].
- 21 października 2011 – TVP Olsztyn zaczęła emitować cyfrowy program w trzecim multipleksie naziemnej telewizji cyfrowej (MUX 3) z nadajnika RTCN Pieczewo na kanale 44[11].
- 25 lutego 2013 – olsztyński program regionalny można oglądać bezpłatnie w Internecie dzięki stronie internetowej i aplikacji TVP Stream[2].
- 17 czerwca 2013 – wyłączono nadajnik analogowy ośrodka[12].
- 1 września 2013 – TVP Olsztyn nadaje programy w ramach nowego kanału TVP Regionalna.
- 2014 – olsztyński oddział Telewizji Polskiej otrzymał II nagrodę w kategorii Najlepszy Program Informacyjny na 21. Przeglądzie i Konkursie Oddziałów Terenowych TVP w Opalenicy. Jury doceniło program Informacje[13].
- 2 stycznia 2016 – powrócono do dawnej nazwy TVP3 Olsztyn[14].
- 14 lutego 2022 – TVP3 Olsztyn można oglądać bezpłatnie dzięki aplikacji TVP GO dostępnej na systemach iOS i Android[15].
- 27 czerwca 2022 – wiele emisji MUX 3, gdzie nadawany jest program TVP3 Olsztyn, przeniesiono na nowe częstotliwości w ramach tzw. refarmingu, czyli zwolnienia kanałów telewizyjnych powyżej pasma 700 MHz na potrzeby telefonii komórkowej oraz zmiany standardu nadawania na DVB-T2/HEVC (nie dotyczyło to MUX 3 i MUX 8) w województwie warmińsko-mazurskim uruchomiono nowe nadajniki oraz zwiększono moc emisji z dotychczasowych nadajników[16].
- 28 lipca 2022 – rozpoczęto budowę nowej siedziby TVP3 Olsztyn, która znajdzie się przy ulicy Kazimierza Kalinowskiego. Budynek ma wyglądać identycznie, jak siedziby oddziałów TVP w Kielcach i Gorzowie Wielkopolskim. Będzie miał m.in. trzy kondygnacje wraz z nadbudówką (wyjście na dach) a także halę. W obiekcie będą m.in. dwa studia, reżyserka czy kabina lektorska[17].
- 14 września 2022 – zmieniła się częstotliwość nadawania MUX 3 z obiektu RTON Elbląg/Jagodnik[18].
- 17 września 2022 – pierwsze wydanie Informacji Elbląg nadawanych w rozszczepionym paśmie TVP3 Olsztyn[19].
- 1 czerwca 2023 – TVP3 Olsztyn można oglądać bezpłatnie w serwisie TVP VOD[20].
- 19 grudnia 2023 – rozpoczęcie emisji TVP3 Olsztyn w jakości HD[21].
- 20 grudnia 2023 – 9 stycznia 2024 – zawieszenie nadawania programu w związku ze zmianami we władzach TVP podjętymi przez ministra kultury i dziedzictwa narodowego Bartłomieja Sienkiewicza. W tym samym czasie zlikwidowano elbląskie rozszczepienie programu TVP3 Olsztyn[22].
- 8 lipca 2024 – wyemitowano pierwsze wydanie serwisu informacyjnego Głos Regionu, który zastąpił Informacje[23].

Opracowano na podstawie materiału źródłowego.

## Nadajniki naziemne TVP3 Olsztyn

### Nadajniki analogowe wyłączone 17 czerwca 2013 roku
| Typ obiektu | Nazwa obiektu    | Częstotliwość (MHz) | Kanał | Charakterystyka promieniowania | Polaryzacja | Moc (kW) | Data uruchomienia nadajnika | Data wyłączenia nadajnika |
| ----------- | ---------------- | ------------------- | ----- | ------------------------------ | ----------- | -------- | --------------------------- | ------------------------- |
| RTCN        | Olsztyn/Pieczewo | 487,25 MHz          | 23    | kierunkowa (D)                 | pozioma (H) | 5 kW     | 23 grudnia 2001             | 17 czerwca 2013           |

Opracowano na podstawie materiału źródłowego.

### Nadajniki cyfroweDVB-T2MUX 3
Wszystkie nadajniki są położone w województwie warmińsko-mazurskim i emitują sygnał w polaryzacji poziomej (w skrócie H). 27 czerwca 2022 roku ze względu na zmianę standardu nadawania na DVB-T2/HEVC w województwach lubelskim, mazowieckim, podlaskim i warmińsko-mazurskim (nie dotyczyło to MUX 3 i MUX 8) oraz tzw. refarming, czyli zwolnienie kanałów telewizyjnych na potrzeby telefonii komórkowej, niektóre emisje przeniesiono na nowe częstotliwości, uruchomiono nowe albo zwiększono moc emisji z dotychczasowych nadajników. 19 grudnia 2023 roku zmieniono standard nadawania nadajników MUX 3 na DVB-T2/HEVC.
| Typ obiektu | Nazwa obiektu                   | Częstotliwość (MHz) | Kanał | Charakterystyka promieniowania | Polaryzacja | Moc (kW) | Data uruchomienia nadajnika |
| ----------- | ------------------------------- | ------------------- | ----- | ------------------------------ | ----------- | -------- | --------------------------- |
| RTCN        | Olsztyn/Pieczewo                | 490 MHz             | 23    | dookólna (ND)                  | pozioma (H) | 110 kW   | 21 października 2011        |
| RTCN        | Giżycko/Miłki                   | 690 MHz             | 48    | dookólna (ND)                  | pozioma (H) | 100 kW   | 23 lipca 2013               |
| RTON        | Iława/Kisielice                 | 490 MHz             | 23    | dookólna (ND)                  | pozioma (H) | 25 kW    | 28 kwietnia 2014            |
| RTON        | Elbląg/Jagodnik                 | 538 MHz             | 29    | dookólna (ND)                  | pozioma (H) | 12 kW    | 25 października 2011        |
| SLR         | Wysoka Wieś/Dylewska Góra       | 490 MHz             | 23    | kierunkowa (D)                 | pozioma (H) | 10 kW    | 27 czerwca 2022             |
| TON         | Braniewo/Zawierz                | 538 MHz             | 29    | kierunkowa (D)                 | pozioma (H) | 1 kW     | 27 czerwca 2022             |
| TSR         | Nowe Miasto Lubawskie/Kurzętnik | 514 MHz             | 26    | kierunkowa (D)                 | pozioma (H) | 0,027 kW | 20 maja 2013                |
| TSR         | Kętrzyn/ul. Łokietka            | 514 MHz             | 26    | kierunkowa (D)                 | pozioma (H) | 0,025 kW | 17 czerwca 2013             |
| RON         | Mrągowo/ul. Spacerowa           | 514 MHz             | 26    | dookólna (ND)                  | pozioma (H) | 0,01 kW  | 17 czerwca 2013             |

Opracowano na podstawie materiału źródłowego.

## Programy TVP3 Olsztyn
Ramówka obejmuje m.in. programy informacyjne z regionu, publicystyczne, przyrodnicze, reportaże, transmisje z mszy świętych, transmisje sportowe oraz relacje z koncertów, spektakli i wystaw.

### Programy własne (stan na lato 2024)
Programy informacyjne
- Głos Regionu (od 2024 roku) – program informacyjny ośrodka w Olsztynie[37].
- Prognoza pogody

Programy publicystyczne
- Głos dnia (od 2024 roku) – program publicystyczny, poruszający problemy społeczne dotyczące życia mieszkańców Warmii i Mazur[38].
- Punkt widzenia (od 2017 roku) – program porusza najważniejsze sprawy krajowe oraz regionu. Do studia zapraszamy parlamentarzystów, samorządowców, przedstawicieli związków zawodowych, ekspertów, którzy przedstawią swój punkt widzenia na poruszane tematy[39].

Programy sportowe
- Sport Głos regionu (od 2024 roku)[40]

Kultura i sztuka
- Informacje kulturalne – magazyn kulturalny prezentujący najważniejsze i najciekawsze wydarzenia kulturalne w regionie warmińsko-mazurskim. Wydarzenia, ciekawe osobistości, wystawy, filmy i książki[41].

Rolnictwo i wieś
- Rolniczy raport – program poświęcony tematyce rolniczej. Każdy odcinek zawiera przegląd wydarzeń z ostatnich dni oraz kilkuminutowy reportaż poświęcony jednemu z tematów[42].

Reportaże
- Winda regionu (od 2024 roku) – relacje z najważniejszych imprez, opowieści o ludziach związanych z regionem, ciekawych miejscach i nietypowych zainteresowaniach[43].

Programy dla mniejszości narodowej
- Ukraińskie Wieści (od 2005 roku)

### Programy nieemitowane w TVP3 Olsztyn (niepełna lista)
- Informacje (2005-2024) – program informacyjny ośrodka w Olsztynie.
- Wstaje nowy dzień (2018-2022) – poranny program emitowany na żywo, w którym poruszane są tematy związane z kulturą, sportem, zdrowiem, a także pokazywane przykłady pomocy innym[44].
- Opinie (2014-2024) – audycja m.in. popularyzująca aktywność i zaangażowanie w życiu politycznym i społecznym, poświęcona edukacji obywatelskiej. Prezentuje politykę państwa oraz komentuje sytuację bieżącą[45].
- Ewangelia na niedzielę (do 2024 roku) – magazyn religijny[46]
- Informacje sport[47]
- Flesz sport
- Pora na przyrodę
- Puls Ziemi
- Uniwersyteckie klimaty
- Mazury na każdą kieszeń
- Okaż serce. Podaruj Gwiazdkę.
- Elbląsko-Olsztyński Magazyn Telewizyjny
- Winda regionu
- Nawigator
- Magazyn Moto
- Poranek

### Programy TVP3 Olsztyn na antenach ogólnopolskich (niepełna lista)
- Moja historia (2018-2022) – audycja ma przekonywać widzów, że diagnozy nie należy się obawiać. Program kładzie nacisk na informacje na temat programów profilaktycznych, a także na promocję zachowań, które pomagają uchronić się przed chorobą (dla TVP3)[48].

## Logo
| Okres wykorzystywania             | Opis | Ilustracja |
| --------------------------------- | --- | ---------- |
| 28 lutego 2001 – 6 marca 2003     | Po lewej stronie paski w barwach ówczesnej TVP – czerwony, zielony i niebieski. Obok obowiązujące w tamtym czasie logo nadawcy, a po prawej stronie cyfra 3. Na dole znajduje się rozszerzony napis Olsztyn. |            |
| 7 marca 2003 – 30 listopada 2007  | Na zielonym tle logo TVP3, pod spodem napis Olsztyn. Na ekranie logo krystaliczne (od 6 października do 30 listopada 2007 bez cyfry 3).                                                                      |            |
| 1 grudnia 2007 – 31 sierpnia 2013 | Logo podobne do TVP Info – zamiast napisu INFO jest napis Olsztyn. |            |
| 1 września 2013 – 1 stycznia 2016 | Logo TVP Regionalna bez regionalna, pod nim biały napis Olsztyn; wszystko na zielonym tle. Logo występuje także w odwrotnej wersji kolorystycznej.                                                           |            |
| od 2 stycznia 2016                | Na granatowym tle logo TVP3, pod spodem napis Olsztyn. |            |

## Dyrektorzy TVP3 Olsztyn
| okres pełnienia funkcji | okres pełnienia funkcji | imię i nazwisko                    |
| od                      | do                      | imię i nazwisko                    |
| ----------------------- | ----------------------- | ---------------------------------- |
| 1997                    | 16 lutego 2009          | Jarosław Kowalski                  |
| 16 lutego 2009          | 9 maja 2009             | Robert Żłobiński                   |
| 9 maja 2009             | 4 listopada 2009        | Wiesław Rajewski (p.o. dyrektora)  |
| 4 listopada 2009        | 1 kwietnia 2016         | Jarosław Kowalski                  |
| 1 kwietnia 2016         | 5 lipca 2023            | Igor Gumiński                      |
| 10 lipca 2023           | 7 sierpnia 2023         | Piotr Kierzkowski (p.o. dyrektora) |
| 7 sierpnia 2023         | 29 grudnia 2023         | Paweł Warot                        |
| 29 grudnia 2023         | 1 lutego 2024           | Roman Bodnar (p.o. dyrektora)      |
| 1 lutego 2024           |                         | Magdalena Golińska-Konecko         |